# Glabridorsum stokesii
Glabridorsum stokesii är en stekelart som först beskrevs av Cameron 1912.  Glabridorsum stokesii ingår i släktet Glabridorsum och familjen brokparasitsteklar. Inga underarter finns listade i Catalogue of Life.